# Sylwia Cieślik
Sylwia Cieślik (ur. 4 grudnia 1972) – polska lekkoatletka, specjalizująca się w skoku w dal i trójskoku, medalistka mistrzostw Polski, reprezentantka Polski.

## Kariera sportowa
Była zawodniczką AZS-AWF Warszawa.
Na mistrzostwach Polski seniorek na otwartym stadionie zdobyła brązowy medal w skoku w dal w 1991. 
W 1991 wystąpiła na mistrzostwach Europy juniorów, zajmując 14. miejsce w skoku w dal, z wynikiem 5,77 i 9. miejsce w trójskoku, z wynikiem 12,17. 
Rekord życiowy w skoku w dal: 6,19 (9.06.1991), w trójskoku: 12,78 (14.07.1991).